# Episodi de La scuola dei misteri (terza stagione)
La terza stagione della serie televisiva La scuola dei misteri  è composta da sei episodi. Sono passati tre mesi dalla tragica morte di Paz. Determinata ad arrivare fino in fondo e risolvere tutti i misteri ancora presenti all'interno del collegio, Amaia finisce per mettere anche la nuova arrivata, Zoe, nel mirino. Nel frattempo, per Ines e Leon, è una corsa contro il tempo. 
| nº | Titolo     | Pubblicazione |
| -- | ---------- | ------------- |
| 1  | Episodio 1 | 7 aprile 2023 |
| 2  | Episodio 2 | 7 aprile 2023 |
| 3  | Episodio 3 | 7 aprile 2023 |
| 4  | Episodio 4 | 7 aprile 2023 |
| 5  | Episodio 5 | 7 aprile 2023 |
| 6  | Episodio 6 | 7 aprile 2023 |

## Episodio 1
- Diretto da: Alexandra Graf
- Scritto da: Asier Andueza, Sara Belloso, Eva Mir, Guillermo Cisneros e Laura Belloso

### Trama
Tre mesi dopo la morte di Paz, arriva una nuova studente al collegio: Zoe Cruz. Amaia viene spinta giù da una finestra del monastero (dove era andata per incontrare qualcuno) da una persona sconosciuta; Zoe va a chiamare aiuto, ma quando torna sul posto, Amaia è sparita e i professori non credono a Zoe. Elvira va avanti a studiare il Draco Musca e scopre il Q27, una sostanza efficacissima contro demenza e Alzheimer ma che è purtroppo velenosa. È con il Q27 che Dario aveva guarito e ucciso dei malati di Alzheimer a Parigi e ne aveva poi dato la colpa a Patricia. Ines e Leon vivono insieme e cercano di cavarsela nonostante i problemi di memoria. I rapporti tra Manuel e Paul sono tesi per via di Amaia e la scomparsa di quest'ultima non aiuta. Tra le cose di Amaia trovano una bibbia con le iniziali FJ dove è evidenziato un versetto che dice che Dio si serve del diavolo per punire coloro che disobbediscono. Mara nomina padre Salvador vice-direttore. Zoe trova nella tasca dell'uniforme di Amaia un biglietto che dice: "Quando suonano le campane, nel posto di sempre. Frate Jeremias." Paul, Manuel e Zoe vanno e cercare Frate Jeremias e questi dà loro appuntamento nelle cantine quella sera. Adele paga una delle cuoche per avere in cambio un cellulare con cui chiama sua madre (che è di nuovo in carcere); purtroppo Dario è sparito. Ines propone a Leon di iniettarsi il Q27, ma questi le ricorda che il Q27 è un veleno. Frate Jeremias viene ucciso, annegato.
C'è una nuova coppia di guardiani, Sofia e Ismael (fratello e sorella), al posto di Celia (allontanata per aver sparato a Leon) e Luis; a Mario manca Luis, il suo amante.
- Durata: 58 minuti

## Episodio 2
- Diretto da: Oriol Ferrer
- Scritto da: Sara Belloso, Guillermo Cisneros, Asier Andueza, Eva Mir e Laura Belloso

### Trama
La cavia a cui Elvira aveva iniettato il Q27 muore. Ines e Leon si sono iniettati il Q27 così da recuperare la memoria anche se ora restano loro solo 10 giorni di vita. Paul riceve dalla bibliotecaria un libro sulla Santa Inquisizione (che si riuniva proprio nel collegio per processare streghe ed eretici) da consegnare ad Amaia. Paul, Manuel e Zoe trovano un nastro con registrata la voce di Amaia che parla del potere del diavolo. Mario è contrariato perché agli alunni è permesso saltare ginnastica per seguire la messa. Adesso che ha di nuovo tutti i suoi ricordi, Ines non si rassegna a morire in così poco tempo e ricorda che un vecchio frate del monastero Las Cumbres potrebbe aiutarli; il frate si dedica alla produzione di vini ma ha anche studiato alla Loggia e sa dove si trovano i libri perduti del draco musca, la cui scienza potrebbe salvar loro la vita. Paul, Manuel e Zoe scoprono dalla registrazioni che Amaia cercava un posto, un luogo definito da padre Jeremias "maledetto". Martina e Adele si baciano. Le tombe vengono profanate da qualcuno. Ines, intrufolatasi nelle cantine del monastero, parla con un frate che lei pensa essere frate Jeremias, ma questi tenta di avvelenarla in quanto lei faceva parte del nido del corvo. Paul, Manuel e Zoe incontrano Ines nei sotterranei del collegio e arrivano a una cella con il simbolo della santa inquisizione, contenente strumenti di tortura e un secchio di sangue.
- Durata: 53 minuti
- Interpreti comprimari:

## Episodio 3
- Diretto da: Alexandra Graf
- Scritto da: Laura Belloso, Asier Andueza, Eva Mir

### Trama
Patricia fornisce un po' di spiegazioni e racconta a un ispettore che la Loggia aveva trovato un modo di fermare l'invecchiamento ed è quello a cui mirava Dario, che ha tentato in tutti i modi di convocare la Loggia, vestendosi come loro, accendendo le lanterne, ecc, ma riuscendo solo ad allertare i nemici del Nido del Corvo (quelli che uccidono le ragazze). Si scopre che Ines ha 120 anni pur dimostrandone 16; Leon ha la stessa età. Ma la formula contro l'invecchiamento provoca amnesia e questo ha permesso a Dario di far passare Ines per sua figlia, metterla nel collegio e fare esperimenti sugli alunni per capire come farle tornare la memoria. Patricia chiede all'ispettore di allontanare i suoi figli dal collegio e far chiudere quel posto, ma non ci sono abbastanza prove. Ines torna a indossare una divisa per confondersi tra gli studenti del collegio.
Zoe trova il cadavere di un altro frate appeso in una stanza del monastero, torturato e dissanguato. Manuel decide di fuggire, convinto che Amaia sia morta e che il secchio di sangue fosse suo; Zoe vorrebbe andare con lui, ma lui rifiuta. Leon arriva al collegio in cerca di Ines. Paul, che non si rassegna alla perdita di Amaia, torna nei sotterranei con Ines. Manuel, rubando dei soldi necessari alla fuga, trova un rapporto medico so Zoe: disturbo borderline della personalità, infanzia difficile, difficoltà ad accettare la realtà, tendenza a dire cose inventate... Manuel (nascosto nel cesto della lavanderia) sente per caso da due frati che il sangue del frate morto è stato trovato in un secchio e decide di restare.
Ines e Paul trovano il secondo libro del Draco Musca. Padre Arturo mostra a Zoe (che sta tentando la fuga per raggiungere Manuel) la tomba di sua madre, Maria Cruz, morta lì a Las Cumbres. Paul trova nell'armadietto di Amaia un elenco: Jeremias, Basiano, Cecilio, Vicente. Jeremias e Basiano sono già morti, il prossimo sarà frate Cecilio (insegnante del collegio). Zoe, Manuel e Paul decidono di avvisarlo.
Finalmente Ines/Alicia e Leon si riuniscono nella stanza che lui occupava quando insegnava in collegio.
Paul, Manuel e Zoe trovano frate Cecilio che li fa entrare in una stanza, promettendo di tornare con don Arturo. Zoe vede dei segni sul collo di Cecilio e pensa che sia stato lui ad aggredire Amaia. Paul si accorge che il frate li ha chiusi dentro. Adele informa la madre che lo zio Marcel (socio di Dario) è tornato. Tentando di evadere, Paul rompe accidentalmente dei tubi da cui fuoriesce del gas.
- Durata: 54 minuti
- Interpreti comprimari:

## Episodio 4
- Diretto da: Oriol Ferrer
- Scritto da: Sara Belloso, Guillermo Cisneros, Asier Andueza, Eva Mir e Laura Belloso

### Trama
Padre Arturo trova il cadavere di frate Cecilio, morto infilzato da un palo, ma agli studenti viene detto che è morto di infarto. Ines non riesce a decifrare il libro perché una parte è scritta nell'antico linguaggio delle streghe. Paul, Manuel e Zoe scoprono che i frati morti avevano una medaglia con la stessa iscrizione: "Dio si serve del diavolo per punire coloro che disobbediscono", la stessa frase che Amaia aveva sottolineato sulla Bibbia di Jeremias. Leon propone di chiedere aiuto a Elvira per decifrare il draco musca, Ines è preoccupata che Elvira venga accecata dall'avidità. Manuel bacia Zoe. Leon e Ines dicono la verità a Elvira e le chiedono aiuto, consegnandole il secondo libro del draco musca. Mario collabora con l'ispettore per dimostrargli di non essere complice e di non essere al corrente di quello che succedeva in collegio. Mara li vede. Adele comunica con Ismael (muto) tramite una lavagnetta. Ines dice a Paul, Manuel e Zoe che il chirurgo dell'antico sanatorio (uno dei santi sepolti in chiesa, ma anche un assassino secondo Ines) aveva una delle medaglie che indossavano i frati. Adele e Martina scappano dal collegio nascoste nel bagagliaio di un'auto con l'aiuto di Ismael, da cui però Martina è terrorizzata. Il bastone con cui il chirurgo dell'antico sanatorio era stato sepolto è cavo. Frate Vicente riconosce la voce di Ines/Alicia Bernal e dà l'allarme richiamando in chiesa tutti i frati. Adele e Martina arrivano a casa di Dario, dove ora vive Marcel, che le sorprende e le riporta in collegio, ma Adele è riuscita a trovare le prove che potranno far uscire sua madre dal carcere. All'interno del bastone c'è una pergamena. Elvira e Fran cenano con Marcel e sua moglie nella casa nel bosco. Nella pergamena c'è un patto di alcuni "vendicatori" di eliminare tutti i membri del nido del corvo; questo era il desiderio di Malachia, fondatore del collegio. Al collegio torna indietro una lettera scritta da Amaia per Ines Mendoza. Leon e Ines cominciano a perdere sangue dal naso. Ines legge la lettera di Amaia: frate Jeremias da giovane faceva parte di una confraternita di assassini, chiamati "vendicatori", seguaci di Malachia. Anche Pelaio, Basiano, Cecilio e Vicente erano vendicatori. Da giovani parteciparono un massacro. Jeremias crede che solo due ragazzi siano sopravvissuti a quel massacro: Sofia e Ismael. Secondo Paul, i due ragazzi sopravvissuti stanno uccidendo i frati per vendetta. Ismael taglia la gola a Vicente, Salvador ne ritrova il cadavere insieme a una statuina della Torre Eiffel (statuine che Ismael fa).
- Durata:
- Interpreti comprimari:

## Episodio 5
- Diretto da: Laura Belloso
- Scritto da: Asier Andueza, Eva Mir e Laura Belloso

### Trama
- Durata:
- Interpreti comprimari:

## Episodio 6
- Diretto da: Oriol Ferrer
- Scritto da: Laura Belloso, Guillermo Cisneros e Sara Belloso

### Trama
- Durata:
- Interpreti comprimari: